# Callosa d’en Sarrià
Callosa d’en Sarrià község Spanyolországban, Alicante tartományban. Lakosainak száma 7959 fő (2024). Callosa d’en Sarrià Altea, Bolulla, Guadalest, La Nucia, Polop, Tárbena és Jalón községekkel határos.

## Népesség
A település lakosságának változását az alábbi diagram mutatja:
| Lakosok száma | 7378 | 7957 | 7939 | 8056 | 7894 | 7370 | 7146 | 7373 | 7589 | 7959 |
|               | 2001 | 2004 | 2006 | 2009 | 2011 | 2014 | 2016 | 2019 | 2021 | 2024 |